# Грб Аргентине
Грб Аргентине је званични хералдички симбол јужноамеричке државе Аргентина. Грб је у употреби од 1813, а званично је усвојен 1944. 

## Опис грба
На врху грба се налази Мајско сунце, симбол Аргентине. У средини грба се налазе две руке које се рукују, симбол јединства различитих провинција Аргентине, пријатељства, мира и братства. На месту где се руке спајају заједнички држе штап на чијем врху се налази Фригијска капа која представља слободу. Позадина грба је плава и бела, симбол аргентинског народа. Плава половина представља небо, а бела Рио де ла Плату. Око грба ако налази ловоров венац представљајући вечност и бесмртност. Руке и фригијска капа заједно симболизују државни мото "En unión y libertad" ("У јединству и слободи").
Исти мотив се види и на застави Аргентине.